# Glochidion ponapense
Glochidion ponapense är en emblikaväxtart som beskrevs av Takahide Hosokawa. Glochidion ponapense ingår i släktet Glochidion och familjen emblikaväxter. Inga underarter finns listade i Catalogue of Life.